# Мигулены
Мигулены, Михулень (рум. Mihuleni) — село в Шолданештском районе Молдавии. Относится к сёлам, не образующим коммуну.

## География
Село расположено на высоте 190 метров над уровнем моря.

## Население
По данным переписи населения 2004 года, в селе Михулень проживает 618 человек (285 мужчин, 333 женщины).
Этнический состав села:
| Национальность | Число жителей | Процентный состав |
| -------------- | ------------- | ----------------- |
| молдаване      | 616           | 99,68             |
| украинцы       | 1             | 0,16              |
| румыны         | 1             | 0,16              |
| Всего          | 618           | 100 %             |